# Lista nagród i wyróżnień Gregory’ego Pecka
Gregory Peck otrzymał szereg nagród i wyróżnień w trakcie trwającej 62 lata kariery aktorskiej. Wygrywał lub był nominowany do nich za pracę w filmach i telewizji, wkład w kulturę i sztukę filmową, a także za działalność charytatywną i humanitarną. Pięciokrotnie uzyskiwał nominacje do nagrody Akademii Filmowej, z czego zdobył jedną statuetkę – za pierwszoplanową kreację Atticusa Fincha w dramacie obyczajowym Zabić drozda (1962). Był także m.in. laureatem włoskiego Davida di Donatello dla najlepszego aktora zagranicznego (1963), zdobywcą nagrody Stowarzyszenia Nowojorskich Krytyków Filmowych w kategorii dla najlepszego aktora (1950) oraz trzykrotnie otrzymywał Złoty Glob – dwa razy jako najlepszy aktor w filmie dramatycznym (1947, 1963) i raz jako najlepszy aktor drugoplanowy w serialu, miniserialu lub filmie telewizyjnym (1999).
Nagradzano go także za całokształt twórczości. Był laureatem wielu prestiżowych wyróżnień – w tym m.in.: nagrody im. Cecila B. DeMille’a (1969), specjalnej nagrody na Festiwalu Filmowym w Cannes (1989), honorowego Złotego Niedźwiedzia na Międzynarodowym Festiwalu Filmowym w Berlinie (1993), honorowego Cezara (1995), nagrody specjalnej na Międzynarodowym Festiwalu Filmowym w Karlowych Warach (1996) oraz specjalnego Davida di Donatello (2003). W 1968 przyznano mu specjalnego Oscara, nagrodę im. Jeana Hersholta, w uznaniu za jego szereg inicjatyw filantropijnych, obywatelskich, politycznych oraz zaangażowanie w przedsięwzięcia o charakterze non-profit.
American Film Institute (AFI) trzykrotnie doceniał jego talent, honorując go AFI Life Achievement Award (1989), umieszczając na 12. miejscu w rankingu „największych aktorów wszech czasów” (1999) oraz uznając postać Atticusa Fincha za „największego bohatera w historii kina” (2003). W 2011 został wyróżniony przez pocztę Stanów Zjednoczonych (USPS), która zamieściła jego wizerunek na znaczkach pocztowych w związku z limitowaną edycją „Legendy Hollywoodu”. Od 8 lutego 1960 posiada gwiazdę na Hollywoodzkiej Alei Gwiazd, mieszczącą się przy 6100 Hollywood Boulevard.

## Nagrody i nominacje

### American Film Institute

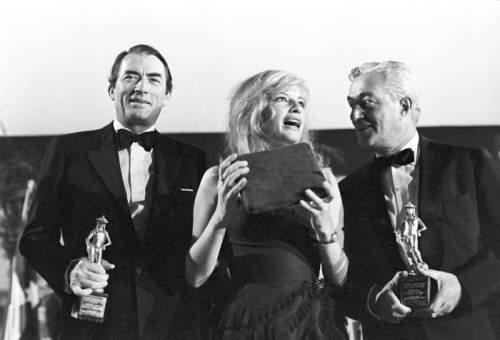
Peck (ze statuetką), Monica Vitti i Vittorio De Sica, 28 lipca 1963

Organizacja non-profit American Film Institute (AFI) została utworzona w 1967 przez agencję National Endowment for the Arts (NEA). Od 1973 corocznie przyznaje AFI Life Achievement Award, której celem jest uhonorowanie danego artysty za jego wkład do życia w celu wzbogacenia amerykańskiej kultury poprzez filmy i telewizję. Peck został uhonorowany 9 marca 1989. Gospodarzem uroczystości była Audrey Hepburn, która wygłosiła przemowę.
| Rok  | Nominowane dzieło      | Kategoria                  | Wynik   | Źr    |
| ---- | ---------------------- | -------------------------- | ------- | ----- |
| 1989 | Całokształt twórczości | AFI Life Achievement Award | Wygrana | [ 3 ] |

### David di Donatello
David di Donatello jest nagrodą filmową, przyznawaną od 1956 przez Włoską Akademię Filmową (Accademia del Cinema Italiano). Peck zdobył statuetkę w kategorii konkursowej w 1963. Czterdzieści lat później uhonorowano go specjalnym Davidem za całokształt twórczości.
| Rok  | Nominowane dzieło      | Kategoria                   | Wynik   | Źr    |
| ---- | ---------------------- | --------------------------- | ------- | ----- |
| 1963 | Zabić drozda           | Najlepszy aktor zagraniczny | Wygrana | [ 4 ] |
| 2003 | Całokształt twórczości | Special David               | Wygrana | [ 5 ] |

### Festiwal Filmowy w Cannes
Festiwal Filmowy w Cannes uchodzi za najbardziej prestiżowy na świecie. Odbywa się corocznie w Palais des Festivals et des Congrès. Peck został uhonorowany nagrodą specjalną w maju 1989 przez Yvesa Montanda.
| Rok  | Nominowane dzieło      | Kategoria         | Wynik   | Źr          |
| ---- | ---------------------- | ----------------- | ------- | ----------- |
| 1989 | Całokształt twórczości | Nagroda specjalna | Wygrana | [ 5 ] [ 6 ] |

### Film Society of Lincoln Center
Film Society of Lincoln Center (FSLC) jest organizacją prezentującą filmy, utworzoną w 1969. Jako jedna z dwunastu organizacji Lincoln Center for the Performing Arts organizuje uroczystość wręczania corocznych nagród The Chaplin Award (wcześniej znanych jako Gala Tribute). Pecka uhonorowano 13 kwietnia 1992.
| Rok  | Nominowane dzieło      | Kategoria    | Wynik   | Źr          |
| ---- | ---------------------- | ------------ | ------- | ----------- |
| 1992 | Całokształt twórczości | Gala Tribute | Wygrana | [ 7 ] [ 9 ] |

### Międzynarodowy Festiwal Filmowy w Berlinie
Międzynarodowy Festiwal Filmowy w Berlinie, znany jako Berlinale, odbywa się rokrocznie, począwszy od 1951. Uchodzi za jeden z największych i najbardziej prestiżowych. Pecka nagrodzono honorowym Złotym Niedźwiedziem (wraz z Billym Wilderem) 19 lutego 1993.
| Rok  | Nominowane dzieło      | Kategoria                 | Wynik   | Źr            |
| ---- | ---------------------- | ------------------------- | ------- | ------------- |
| 1993 | Całokształt twórczości | Honorowy Złoty Niedźwiedź | Wygrana | [ 10 ] [ 11 ] |

### Międzynarodowy Festiwal Filmowy w Chicago
Międzynarodowy Festiwal Filmowy w Chicago organizuje się corocznie, począwszy od 1964. Jest najdłużej działającym festiwalem filmów konkursowych w Ameryce Północnej. Peck otrzymał nagrodę za całokształt twórczości w 1999.
| Rok  | Nominowane dzieło      | Kategoria                  | Wynik   | Źr     |
| ---- | ---------------------- | -------------------------- | ------- | ------ |
| 1999 | Całokształt twórczości | Lifetime Achievement Award | Wygrana | [ 11 ] |

### Międzynarodowy Festiwal Filmowy w Karlowych Warach
Międzynarodowy Festiwal Filmowy w Karlowych Warach odbywa się od 1946 w czeskim uzdrowisku Karlowe Wary. W 1996, za „wybitny wkład artystyczny w światowe kino”, otrzymał nagrodę specjalną.
| Rok  | Nominowane dzieło      | Kategoria         | Wynik   | Źr            |
| ---- | ---------------------- | ----------------- | ------- | ------------- |
| 1996 | Całokształt twórczości | Nagroda specjalna | Wygrana | [ 12 ] [ 13 ] |

### Międzynarodowy Festiwal Filmowy w San Sebastián
Międzynarodowy Festiwal Filmowy w San Sebastián (SSIFF) to hiszpański festiwal filmowy, który został pierwotnie ustanowiony w celu nagradzania rodzimych produkcji w 1953 w San Sebastián. Peck otrzymał w 1986 honorową nagrodę.
| Rok  | Nominowane dzieło      | Kategoria        | Wynik   | Źr            |
| ---- | ---------------------- | ---------------- | ------- | ------------- |
| 1986 | Całokształt twórczości | Nagroda Donostia | Wygrana | [ 14 ] [ 15 ] |

### Nagroda Akademii Filmowej
Nagrody Akademii Filmowej – zwane powszechnie Oscarami – są corocznie przyznawane przez Amerykańską Akademię Sztuki i Wiedzy Filmowej (AMPAS) najlepszym artystom przemysłu filmowego. Peck pięciokrotnie uzyskiwał nominację do nagrody w kategorii konkursowej. Otrzymał jedną statuetkę dla najlepszego aktora pierwszoplanowego za kreację Atticusa Fincha w  dramacie obyczajowym Zabić drozda. 10 kwietnia 1968, w uznaniu za zasługi na rzecz humanitaryzmu, został nagrodzony specjalnym Oscarem – nagrodą im. Jeana Hersholta.
| Rok  | Nominowane dzieło       | Kategoria                                              | Wynik     | Źr                          |
| ---- | ----------------------- | ------------------------------------------------------ | --------- | --------------------------- |
| 1946 | Klucze królestwa        | Najlepszy aktor pierwszoplanowy                        | Nominacja | [ 16 ]                      |
| 1947 | Roczniak                | Najlepszy aktor pierwszoplanowy                        | Nominacja | [ 17 ] [ 18 ] [ 19 ]        |
| 1948 | Dżentelmeńska umowa     | Najlepszy aktor pierwszoplanowy                        | Nominacja | [ 20 ]                      |
| 1950 | Z jasnego nieba         | Najlepszy aktor pierwszoplanowy                        | Nominacja | [ 21 ] [ 22 ]               |
| 1963 | Zabić drozda            | Najlepszy aktor pierwszoplanowy                        | Wygrana   | [ 23 ]                      |
| 1968 | Działalność humanitarna | Nagroda za działalność humanitarną im. Jeana Hersholta | Wygrana   | [ 24 ] [ 25 ] [ 26 ] [ 27 ] |

### Nagroda BAFTA
Nagrody BAFTA przyznawane są corocznie przez Brytyjską Akademię Sztuk Filmowych i Telewizyjnych (BAFTA) w dziedzinie filmu. Peck był dwukrotnie – w 1954 i 1964 – nominowany do statuetki w kategorii konkursowej.
| Rok  | Nominowane dzieło | Kategoria                   | Wynik     | Źr            |
| ---- | ----------------- | --------------------------- | --------- | ------------- |
| 1954 | Rzymskie wakacje  | Najlepszy aktor zagraniczny | Nominacja | [ 5 ] [ 28 ]  |
| 1964 | Zabić drozda      | Najlepszy aktor zagraniczny | Nominacja | [ 29 ] [ 30 ] |

### Nagroda Bambi
Bambi jest niemiecką nagrodą przyznawaną corocznie artystom z kraju i z zagranicy za osiągnięcia medialne i telewizyjne przez koncern Hubert Burda Media. Spośród trzech nominacji, nagrodę zdobył w 1953.
| Rok  | Nominowane dzieło | Kategoria                   | Wynik     | Źr     |
| ---- | ----------------- | --------------------------- | --------- | ------ |
| 1952 | Z jasnego nieba   | Najlepszy aktor zagraniczny | Nominacja | [ 32 ] |
| 1953 | Dawid i Betszeba  | Najlepszy aktor zagraniczny | Wygrana   | [ 33 ] |
| 1955 | Rzymskie wakacje  | Najlepszy aktor zagraniczny | Nominacja | [ 34 ] |

### Nagroda BFJA
Nagroda BFJA (Bengal Film Journalists’ Association Awards) jest przyznawana przez kinematografię indyjską od 1937. Peck zdobył nagrodę w 1963 w kategorii konkursowej.
| Rok  | Nominowane dzieło | Kategoria                   | Wynik   | Źr     |
| ---- | ----------------- | --------------------------- | ------- | ------ |
| 1963 | Działa Navarony   | Najlepszy aktor zagraniczny | Wygrana | [ 35 ] |

### Nagroda César
César jest francuską nagrodą filmową przyznawaną przez Akademię Sztuki i Techniki Filmowej (Académie des Arts et Techniques du Cinéma) od 1976. Honorowego Cezara odebrał podczas 20. ceremonii z rąk Alaina Delona.
| Rok  | Nominowane dzieło      | Kategoria      | Wynik   | Źr           |
| ---- | ---------------------- | -------------- | ------- | ------------ |
| 1995 | Całokształt twórczości | Cezar Honorowy | Wygrana | [ 5 ] [ 36 ] |

### Nagroda Gildii Aktorów Ekranowych
Nagroda Gildii Aktorów Ekranowych (SAG Award) przyznawana jest corocznie – w latach 1995–2012 przez członków związku zawodowego Screen Actors Guild (SAG), a od 2013 przez SAG-AFTRA – w dziedzinie filmu i telewizji. Uhonorowanie Pecka nagrodą za całokształt twórczości (wręczaną od 1962) – w uznaniu za „wybitne osiągnięcia w krzewieniu ideałów zawodu aktorskiego” – miało miejsce 22 listopada 1970.
| Rok  | Nominowane dzieło      | Kategoria                                                   | Wynik   | Źr                   |
| ---- | ---------------------- | ----------------------------------------------------------- | ------- | -------------------- |
| 1970 | Całokształt twórczości | Nagroda Gildii Aktorów Ekranowych za całokształt twórczości | Wygrana | [ 24 ] [ 26 ] [ 27 ] |

### Nagroda Golden Apple

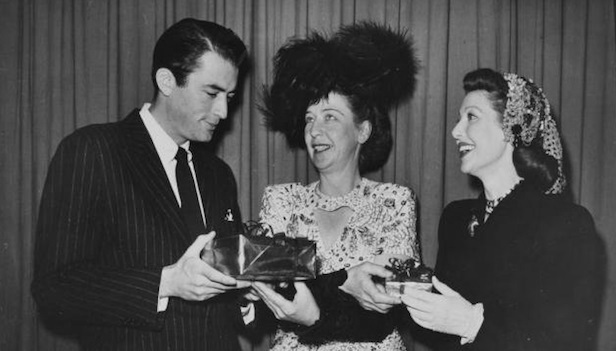
Peck z nagrodą Golden Apple dla najbardziej kooperatywnego aktora (na zdj. z Lorettą Young i Joan Fontaine) w 1947

Golden Apple Award była przyznawana od 1941 do 2001 przez kobiece stowarzyszenie prasy Hollywood Women’s Press Club dla osób związanych z przemysłem filmowym. Pecka dwukrotnie – w 1945 oraz w 1947 – uznawano za „gwiazdę, która najbardziej współpracowała z prasą”.
| Rok  | Nominowane dzieło  | Kategoria                      | Wynik         | Źr            |
| ---- | ------------------ | ------------------------------ | ------------- | ------------- |
| 1945 |                    | Najbardziej kooperatywny aktor | Wygrana       | [ 37 ] [ 38 ] |
| 1947 | Wygrana            | Najbardziej kooperatywny aktor | [ 5 ] [ 37 ]  |               |
| 1969 | Męska gwiazda roku | Wygrana                        | [ 37 ] [ 39 ] |               |

### Nagroda Golden Scroll
Golden Scroll Award była początkową nazwą Saturnów, które przyznawane są rokrocznie przez organizację Academy of Science Fiction, Fantasy and Horror Films w celu propagowania wymienionych gatunków. Peck zdobył statuetkę w 1977.
| Rok  | Nominowane dzieło | Kategoria                  | Wynik   | Źr            |
| ---- | ----------------- | -------------------------- | ------- | ------------- |
| 1977 | Omen              | Najlepszy aktor w horrorze | Wygrana | [ 12 ] [ 40 ] |

### Nagroda Grammy
Nagrody Grammy przyznawane są corocznie, począwszy od 1959, przez organizację National Academy of Recording Arts and Sciences (NARAS), która honoruje wyróżniające się osiągnięcia w muzyce. Peck był dwukrotnie nominowany do statuetki.
| Rok  | Nominowane dzieło                         | Kategoria                             | Wynik     | Źr     |
| ---- | ----------------------------------------- | ------------------------------------- | --------- | ------ |
| 1995 | Biblia (Nowy Testament)                   | Best Spoken Word or Non-Musical Album | Nominacja | [ 42 ] |
| 1997 | Harry S Truman: A Journey to Independence | Best Spoken Word or Non-Musical Album | Nominacja | [ 42 ] |

### Nagroda Laurela
Nagroda Laurela została utworzona w 1948 przez magazyn „Motion Picture Exhibitor”. Była przyznawana twórcom filmowym, aktorom, reżyserom i kompozytorom do 1971. Honorową nagrodę otrzymał w 1967.
| Rok  | Nominowane dzieło      | Kategoria                              | Wynik     | Źr     |
| ---- | ---------------------- | -------------------------------------- | --------- | ------ |
| 1959 | Bravados               | Najlepszy występ w filmie akcji        | Nominacja | [ 43 ] |
| 1960 |                        | Gwiazda roku                           | Nominacja | [ 43 ] |
| 1962 | Działa Navarony        | Najlepszy występ w filmie dramatycznym | Nominacja | [ 43 ] |
| 1963 | Zabić drozda           | Najlepszy występ w filmie dramatycznym | Nominacja | [ 43 ] |
| 1964 |                        | Gwiazda roku                           | Nominacja | [ 43 ] |
| 1965 | Nominacja              | Gwiazda roku                           |           | [ 43 ] |
| 1966 | Nominacja              | Gwiazda roku                           |           | [ 43 ] |
| 1967 | Całokształt twórczości | Złoty Laurel                           | Wygrana   | [ 43 ] |
| 1967 | Arabeska               | Najlepszy występ w filmie akcji        | Nominacja | [ 43 ] |
| 1970 |                        | Gwiazda roku                           | Nominacja | [ 43 ] |

### Nagroda Paryskiego Festiwalu Filmowego
Za rolę w filmie Z jasnego nieba Peck został uhonorowany nagrodą Paryskiego Festiwalu Filmowego w kategorii dla najlepszego aktora zagranicznego.
| Rok  | Nominowane dzieło | Kategoria                   | Wynik   | Źr            |
| ---- | ----------------- | --------------------------- | ------- | ------------- |
| 1950 | Z jasnego nieba   | Najlepszy aktor zagraniczny | Wygrana | [ 45 ] [ 46 ] |

### Nagroda Primetime Emmy
Nagroda Primetime Emmy przyznawana jest przez Academy of Television Arts & Sciences (ATAS) od 1949 w uznaniu doskonałości w programach telewizyjnych w czasie największej oglądalności w Stanach Zjednoczonych. Peck był raz nominowany w kategorii konkursowej.
| Rok  | Nominowane dzieło | Kategoria                                                          | Wynik     | Źr           |
| ---- | ----------------- | ------------------------------------------------------------------ | --------- | ------------ |
| 1998 | Moby Dick         | Najlepszy aktor drugoplanowy w miniserialu lub filmie telewizyjnym | Nominacja | [ 5 ] [ 47 ] |

### Nagroda Stowarzyszenia Nowojorskich Krytyków Filmowych

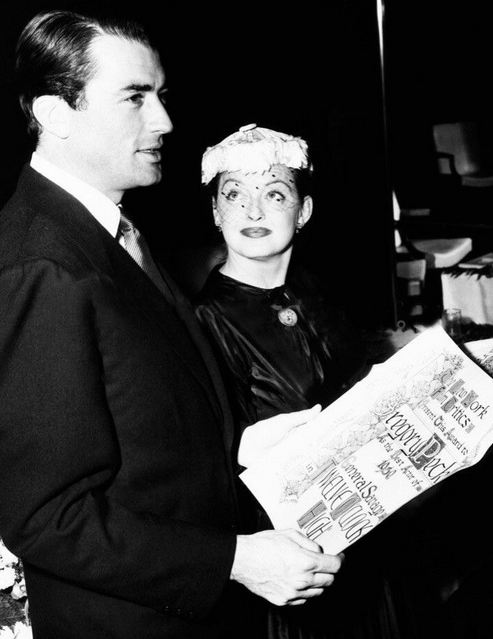
Peck i Bette Davis z nagrodami Stowarzyszenia Nowojorskich Krytyków Filmowych, 21 stycznia 1951

Nagroda Stowarzyszenia Nowojorskich Krytyków Filmowych (NYFCC Award) przyznawana jest rokrocznie, począwszy od 1935, w dziedzinie filmu przez Stowarzyszenie Nowojorskich Krytyków Filmowych (NYFCC). Peck otrzymał nagrodę w kategorii konkursowej w 1950.
| Rok  | Nominowane dzieło | Kategoria       | Wynik   | Źr                          |
| ---- | ----------------- | --------------- | ------- | --------------------------- |
| 1950 | Z jasnego nieba   | Najlepszy aktor | Wygrana | [ 22 ] [ 43 ] [ 45 ] [ 48 ] |

### National Board of Review
Organizacja National Board of Review (NBR MP) powstała w 1909. Działa ona m.in. na rzecz promowania komentarzy na temat wszystkich aspektów produkcji filmowej poprzez oferowanie programów edukacyjnych i seminariów dla studentów na kierunku filmoznawstwa. W uznaniu za „wkład w rozwój sztuki filmowej”, Peck otrzymał 27 lutego 1984 David Wark Griffith Award.
| Rok  | Nominowane dzieło      | Kategoria                 | Wynik   | Źr     |
| ---- | ---------------------- | ------------------------- | ------- | ------ |
| 1984 | Całokształt twórczości | David Wark Griffith Award | Wygrana | [ 49 ] |

### Niemiecka Nagroda Filmowa
Niemiecka Nagroda Filmowa (Deutscher Filmpreis), znana również jako Lola, jest wręczana podczas corocznej ceremonii uhonorowania osiągnięć kinowych w niemieckim przemyśle filmowym. Peck, za „wybitne osiągnięcia artystyczne w dziedzinie filmu”, otrzymał nagrodę honorową dla osobistości zagranicznej w 1998.
| Rok  | Nominowane dzieło      | Kategoria                                     | Wynik   | Źr     |
| ---- | ---------------------- | --------------------------------------------- | ------- | ------ |
| 1998 | Całokształt twórczości | Nagroda honorowa dla osobistości zagranicznej | Wygrana | [ 50 ] |

### Photoplay Award
Nagroda, pierwotnie ustanowiona w 1921 przez branżowy magazyn filmowy „Photoplay”. W późniejszych latach wielokrotnie zmieniano formułę jej przyznawania, a głównym kryterium stała się popularność danego aktora/aktorki (na podstawie przeprowadzanych sondaży). Pecka wyróżniano dwukrotnie (w 1946 otrzymał nagrodę na podstawie ankiety przeprowadzonej przez George’a Gallupa).
| Rok  | Nominowane dzieło | Kategoria                 | Wynik   | Źr     |
| ---- | ----------------- | ------------------------- | ------- | ------ |
| 1945 | Klucze królestwa  | Najlepszy występ miesiąca | Wygrana | [ 38 ] |
| 1946 | Dolina decyzji    | Najlepszy aktor roku      | Wygrana | [ 51 ] |

### Złoty Glob
Złote Globy są przyznawane corocznie  od 1944 do 2023 przez Hollywoodzkie Stowarzyszenie Prasy Zagranicznej (HFPA), a od 2024 przez Golden Globe Foundation, która wyróżnia wybitne osiągnięcia w branży rozrywkowej, zarówno krajowej, jak i zagranicznej, a także skupia uwagę szerokiej publiczności na najlepszych filmach kinowych i telewizyjnych. Spośród sześciu uzyskanych nominacji w kategoriach konkursowych, Peck zdobył trzy nagrody. W latach 1951 i 1955 był laureatem Henrietta Award – Złotego Globu dla najpopularniejszego aktora. 24 lutego 1969, w zasłudze za „wybitny wkład w rozwój kultury i rozrywki”, przyznano mu nagrodę im. Cecila B. DeMille’a.
| Rok  | Nominowane dzieło      | Kategoria                                                                   | Wynik         | Źr                   |
| ---- | ---------------------- | --------------------------------------------------------------------------- | ------------- | -------------------- |
| 1947 | Roczniak               | Najlepszy aktor w filmie dramatycznym                                       | Wygrana       | [ 18 ] [ 19 ] [ 52 ] |
| 1951 |                        | Najpopularniejszy aktor (Henrietta Award)                                   | Wygrana       | [ 53 ] [ 54 ] [ 55 ] |
| 1955 | Wygrana                | Najpopularniejszy aktor (Henrietta Award)                                   | [ 53 ] [ 56 ] |                      |
| 1963 | Zabić drozda           | Najlepszy aktor w filmie dramatycznym                                       | Wygrana       | [ 12 ] [ 52 ] [ 57 ] |
| 1964 | Kapitan Newman         | Najlepszy aktor w filmie dramatycznym                                       | Nominacja     | [ 12 ]               |
| 1969 | Całokształt twórczości | Nagroda im. Cecila B. DeMille’a                                             | Wygrana       | [ 27 ] [ 53 ] [ 58 ] |
| 1978 | Generał MacArthur      | Najlepszy aktor w filmie dramatycznym                                       | Nominacja     | [ 12 ]               |
| 1979 | Chłopcy z Brazylii     | Najlepszy aktor w filmie dramatycznym                                       | Nominacja     | [ 12 ]               |
| 1999 | Moby Dick              | Najlepszy aktor drugoplanowy w serialu, miniserialu lub filmie telewizyjnym | Wygrana       | [ 60 ]               |

## Inne wyróżnienia
Po występie w filmie Klucze królestwa (1944) „New-York Mirror” przyznał mu tytuł „najwybitniejszego nowicjusza na ekranie”. W czerwcu 1946 pismo „Woman’s Home Companion” przeprowadziło ankietę, dotyczącą ulubionej gwiazdy filmowej. W głosowaniu Peck zajął 4. miejsce. 4 lutego 1947 magazyn „Look” – doceniając jego kreacje w Roczniaku i Pojedynku w słońcu (oba z 1946) – uznał go za najwybitniejszego aktora minionego roku. W czerwcu brytyjski „Picturegoer”, na podstawie wyników uzyskanych z własnego sondażu, przyznał Peckowi nagrodę dla najlepszego aktora za występ w filmie Urzeczona (1945), a 3 lutego 1948 „Look” ogłosił go najlepszym aktorem 1947 za występ w Dżentelmeńskiej umowie (1947) i przyznał mu Achievement Award.
15 grudnia 1949, wraz z Anne Baxter, odcisnął swoje dłonie i stopy i złożył podpis w płycie betonowej chodnika na podjeździe Grauman’s Chinese Theatre. W maju 1951 otrzymał od Izby Handlowej w Reno w stanie Nevada, powołującej się na wyniki własnej ankiety przeprowadzonej wśród scenarzystów i hollywoodzkich felietonistów, Silver Spur Award dla „największej gwiazdy westernu”. 30 stycznia 1953 w Sztokholmie zainaugurowano The Gregory Peck Festival Week. Jego główną atrakcją, poza obecnością Pecka, była szwedzka projekcja Śniegów Kilimandżaro (1952). W latach 50. francuska prasa uznała go za najlepszego kochanka ekranowego.
Od 8 lutego 1960 – w uznaniu za wkład w przemysł filmowy, posiada gwiazdę na Hollywoodzkiej Alei Gwiazd, mieszczącą się przy 6100 Hollywood Boulevard. 10 listopada 1962 American Theatre Owners of America uznało go za najpopularniejszego aktora i podczas swojej dorocznej konwencji w Bal Harbour na Florydzie wręczyło mu American Theatre Owners Award. 23 marca 1968, wraz z żoną Veronique, otrzymał od Variety Club of Southern California Hearst Award za „wybitną służbę humanitarną”.
18 września 1970, podczas odbywającej się w Los Angeles w Kalifornii National Conference of Christian and Jews of Southern California, nagrodzono go Humanitarian Award za „niestrudzone wysiłki na rzecz celów charytatywnych oraz poświęcenie na rzecz rozwoju sztuk performatywnych”. 14 grudnia 1971 członkinie Hollywood Women’s Press Club przyznały The Louella O. Parsons Award Peckowi, osobie „prezentującej najlepszy wizerunek Hollywood”. W listopadzie 1974, w ramach Dallas International Film Festival, wyświetlono sześć jego filmów (które osobiście wybrał), będących częścią Great American Actor Retrospective. 30 marca 1977 w ABC wyemitowano film dokumentalny Gregory Peck: A Living Biography (reż. Ronald Lyon), którego gospodarzem był Peter Lawford. 5 grudnia władze Franklin & Marshall College (F&M) z siedzibą w Lancaster w Pensylwanii, nadały mu tytuł doktora honoris causa nauk humanistycznych. 12 listopada 1978 otrzymał Scopus Award – najważniejszą nagrodę przyznawaną przez Uniwersytet Hebrajski w Jerozolimie (HUJI; ustanowiono również stypendium jego imienia). W 1979 został zaliczony w poczet gwiazd westernu (Hall of Great Western Performers) w National Cowboy & Western Heritage Museum w Oklahoma City w stanie Oklahoma.
W 1983 otrzymał Award of Excellence podczas Banff World Media Festival w kanadyjskim Banff w prowincji Alberta. Od 17 lutego do 31 marca 1984 Los Angeles County Museum of Art (LACMA) przeprowadziło retrospekcję dwudziestu ośmiu produkcji Pecka w Leo S. Bing Theatre. Trwającą sześć tygodni serię reklamowano jako hołd dla jego aktorskiej spuścizny oraz działalności charytatywnej. 3 i 4 lipca 1986 pełnił rolę gospodarza podczas ceremonii upamiętniającej setną rocznicę powstania Statuy Wolności na Liberty Island. Powitał prezydenta Francji François Mitterranda, a także był lektorem w filmowym dokumencie poświęconym historii Statuy, jej znaczeniu dla Stanów Zjednoczonych i reszty świata.
24 października 1987 został uhonorowany nagrodą im. George’a Eastmana za „wybitny wkład w sztukę filmową”. W trakcie uroczystości odbyła się projekcja Pojedynku w słońcu, a gościem honorowym była Audrey Hepburn. 1 stycznia 1988 przyjął funkcję Wielkiego Marszałka podczas odbywającej się w Pasadenie w Kalifornii 99. parady róż. 17 lipca w Sacramento zorganizowano The Gregory Peck Film Festival – do każdego z wyświetlanych w jego ramach filmów nagrał swój komentarz. Od 2 do 5 listopada 1989 na 2. edycji Virginia Film Festival w Charlottesville w stanie Wirginia odbyła się retrospekcja jego filmów, Gregory Peck: A Festival Tribute. Uhonorowano go za „stanie na szczycie swojego zawodu i nieustanne opowiadanie się za prawami Amerykanów”.
W lutym 1990 otrzymał z Elizabeth Taylor Motion Picture Actors Achievement Award w trakcie gali rozdania American Cinema Award w The Beverly Hilton w Beverly Hills. 28 lutego Amerykańskie Stowarzyszenie Operatorów Filmowych (ASC) uhonorowało go Board of Governors Award za całokształt twórczości. W tym samym roku AMC wyemitowało program Reflections on the Silver Screen: Gregory Peck, podzielony na pięć segmentów, których gospodarzami byli Lauren Bacall, Jennifer Jones, Audrey Hepburn, Anthony Quinn oraz Jessica Tandy i Hume Cronyn. 12 listopada Museum of Modern Art (MoMA), w ramach An Evening with Gregory Peck, przeprowadziło retrospekcję jego filmów. 17 stycznia 1991 organizacja non-profit American Civil Liberties Union (ACLU) – której celem jest ochrona praw obywatelskich gwarantowanych przez amerykańską konstytucję – przyznała Peckowi Bills of Rights Award. W hołdzie udział wzięły Jane Fonda i Lee Remick. „W uznaniu za artystyczny wkład w kulturę Stanów Zjednoczonych”, 8 grudnia został uhonorowany prestiżowym wyróżnieniem Kennedy Center Honors. Hołd oddali mu Martin Scorsese i Isaac Stern, a George H.W. Bush przyznawał, że „[Peck] uosabiał siłę i godność w swoich rolach”. W segmencie mu poświęconym wystąpiła Audrey Hepburn. 1 października 1994 odbyła się retrospekcja siedmiu wybranych filmów Pecka w ramach Sankt Petersburg Film Festival, któremu oddano również hołd. W 1999, w uznaniu za swoją działalność humanitarną, władze Filadelfii nagrodziły go Marian Anderson Award. W 2000 University College Dublin (UCD) nadał mu tytuł doktora honoris causa w dziedzinie literatury.
American Film Institute, poza przyznaniem mu w marcu 1989 nagrody za całokształt twórczości, dwukrotnie docenił jego talent. W czerwcu 1999 zamieścił nazwisko Pecka na 12. miejscu w opublikowanym przez siebie rankingu „największych aktorów wszech czasów” (The 50 Greatest American Screen Legends). W czerwcu 2003 uznał Atticusa Fincha, postać wykreowaną przezeń w filmie Zabić drozda (1962), za „największego bohatera w historii kina” (AFI’s 100 Years… 100 Heroes & Villains). W 2003 pośmiertnie wyróżniono go Spirit of Angelus Award podczas Angelus Awards Student Film Festival w Los Angeles. Począwszy od 2008 przyznawana jest nagroda im. Gregory’ego Pecka za „doskonałość w sztuce filmowej”. Pierwotnie wręczano ją w ramach irlandzkiego Dingle International Film Festival (DIFF), a od 2014 nagrodę przyznaje się podczas San Diego International Film Festival (SDIFF).
Pecka uhonorowano na pamiątkowych znaczkach pocztowych – wydanych z okazji limitowanej serii „Legendy Hollywoodu” przez United States Postal Service (USPS). Ceremonia jego odsłonięcia miała miejsce 28 kwietnia 2011 w Beverly Hills. Znaczek przedstawiał go jako Atticusa Fincha, i ukazał się pod numerem 17. Podczas ceremonii prelekcję wygłosili Christopher Dodd, szef Motion Picture Association of America (MPA), oraz aktorzy Morgan Freeman i Sharon Stone. Na ceremonii w Samuel Goldwyn Theater obecni byli też Laura Dern, przyjaciółka rodziny Pecka, i członkinie zespołu Dixie Chicks.
18 października 2016, w roku setnej rocznicy urodzin Pecka, na placu hiszpańskim w Rzymie zorganizowano – w ramach 11. edycji Rome Film Festival – projekcję filmu Rzymskie wakacje (1953). Podczas 10. edycji American Film Festival we Wrocławiu (5–11 listopada 2019) przeprowadzono retrospekcję pięciu filmów fabularnych Pecka – Dżentelmeńska umowa, Jim Ringo (1950), Rzymskie wakacje, Ostatni brzeg (1959) i Zabić drozda. Zaprezentowano też dokument Rozmowy z Gregorym Peckiem (1999).

### Odznaczenia

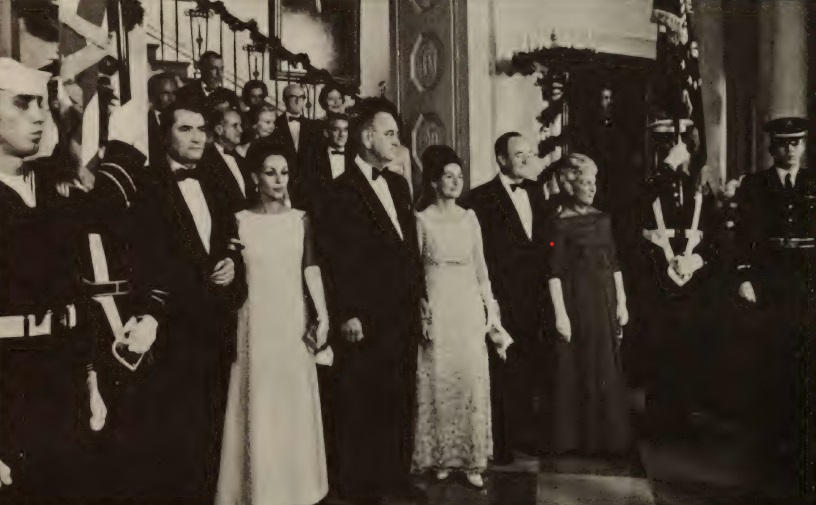
Peck (drugi z lewej) z żoną Veronique w trakcie uroczystości odznaczenia Prezydenckim Medalem Wolności (1969)

20 stycznia 1969, podczas uroczystości w Białym Domu, Lyndon B. Johnson uhonorował go Medalem Wolności, najwyższym cywilnym odznaczeniem amerykańskim. W swoim uzasadnieniu powiedział: „Artysta, który wniósł nową godność do zawodu aktora, Gregory Peck wzbogacił życie milionów ludzi. Poświęcił swoją energię, talent i oddanie sprawom, które poprawiły życie ludzi. Jest humanitarystą, któremu Amerykanie są głęboko wdzięczni”. W trakcie 3. edycji Deauville American Film Festival, 7 września 1977 minister kultury Francji Michel d’Ornano przyznał mu Order Sztuki i Literatury w klasie Komandora w uznaniu za „znaczący wkład w sztukę”.
14 lipca 1993 – w ramach obchodów Święta Narodowego Francji – konsulat francuski w Los Angeles wręczył Peckowi, nadany przez prezydenta François Mitterranda, Order Legii Honorowej w klasie Kawalera za „wybitny wkład w kulturę i sztukę”. Dwa lata później Jacques Chirac przyznał mu Order Legii Honorowej w klasie Komandora. W 1998 prezydent Bill Clinton odznaczył Pecka Narodowym Medalem Sztuki.